# Historia del Club de Deportes Iquique
El Club de Deportes Iquique es un club de fútbol de Chile, de la ciudad de Iquique, Región de Tarapacá. Fue fundado el 21 de mayo de 1978 y actualmente juega en la Primera División de Chile. Su clásico rival es San Marcos de Arica.
El club nació el 21 de mayo de 1978, como consecuencia de la unión de clubes amateurs de la región, entre ellos Cavancha y Estrella de Chile, este último tras ser campeón amateur de Chile. La base de este equipo campeón, se usó para participar en el campeonato de fútbol de Segunda División de Chile de 1979, el cual ganó a 2 fechas de terminar, en calidad de invicto como local. Los fundadores de la institución, fueron Ramón Estay, Nestor Jofré Nuñez y Ramón Pérez Opazo.
El equipo ha ganado a la fecha 3 títulos de Primera B, 2 de Copa Chile y uno de Tercera División.
Ejerce de local en el Estadio Tierra de Campeones, desde el 5 de diciembre de 1993, el cual es parte de la municipalidad. Anteriormente se usaba el Estadio Municipal de Cavancha, el cual fue destituido a principios de los 90', en un partido contra Provincial Osorno, siendo derrotado por 0-1.
Luego de una exitosa campaña en el 2012, Deportes Iquique jugó por primera vez en su historia la Copa Libertadores de América en la edición de 2013, clasificando automáticamente como Chile 3 (por haber tenido el 2º mejor puntaje en la tabla anual), jugando la fase previa contra el equipo que ocupó el lugar Mexico 3: el Léon (que también debutaba históricamente en la Copa), producto del sorteo realizado el 21 de diciembre del 2012. Los partidos de la llave, tuvieron fecha el día 22 y 29 de enero del 2013, con León de local en la ida, y luego de un global de 2-2, clasificó por la tanda de penales. En la fase de grupos, integró el grupo 4 junto a Peñarol de Uruguay, Vélez Sarsfield de Argentina y Emelec de Ecuador. A pesar de derrotar a Emelec 2-0, terminó en el cuarto puesto del grupo y quedó eliminado de la copa.

## Historia
El año 1978 como consecuencia de la Asociación de varios clubes amateurs de la ciudad Nèstor Jofrè Nùñez, Hernán Cortés Heredia, Ramón Pérez Opazo y Héctor Rojas fundaron el Club de Deportes Iquique el día 21 de mayo de 1978.

### 1979 a 1980 - Se alcanza la gloria
Deportes Iquique solo llevaba una temporada en Segunda División cuando el domingo 23 de diciembre de 1979, vence a Unión San Felipe por 3-2. Las anotaciones fueron en dos oportunidades de Jaime Carreño y uno de Víctor Hugo Saravia.
El equipo que subió a Primera División estuvo compuesto por: Domingo Campodónico, Wilfredo Arriaza, Manuel Maluenda, Claudio Sánchez, Benjamin Cáceres, Sepúlveda, Omar Souvageot, Jaime Carreño, Juan Ponce de Ferrari, Víctor Hugo Saravia. D.T. Ramón Estay. Suplentes: Luis Acao, Leal, Godoy, Suárez y Bravo.
El domingo 13 de abril de 1980, Iquique se enfrentaba en la final de la "Copa Polla Gol" a un poderoso Colo-Colo que venía de jugar la Copa Libertadores con figuras de la talla de Carlos Caszely, en un colmado Estadio Nacional, al cual llegaron alrededor de cinco mil iquiqueños que viajaron más de 1.800 kilómetros para apoyar a los 'Dragones Celestes'. Los dirigidos por Ramón Estay salieron a jugar de igual a igual en busca de la Copa "Polla Gol". Con goles de Fidel Dávila y Ormar Souvageot para Deportes Iquique lograron la victoria por 2 a 1. El descuento para los albos lo hizo Héctor "Mané" Ponce mediante lanzamiento penal. Cabe destacar que este torneo tuvo como goleador al iquiqueño Fidel Dávila con 9 anotaciones.
De esta manera Deportes Iquique se tituló campeón de la tradicional Copa "Polla Gol".

### 1990 - Después de 11 años pierde la categoría
A pesar de que durante la década de los 80 el club se llena de triunfos y fracasos, donde su momento cumbre fue pelear con Colo-Colo, el acceso a la Copa Libertadores de América 1989, durante la liguilla de 1988 (cayeron 2 a 1 ante los albos en el Estadio Nacional, con goles de Jaime Pizarro y Arturo Jáuregui para Colo Colo y el descuento del defensa uruguayo José Luis Russo para los iquiqueños. Antes en esa misma liguilla, Iquique dejó fuera sorpresivamente a Universidad Católica) y haber consagrado como único goleador del campeonato Nacional en la historia de Deportes Iquique, al peruano Juan José Oré, en la tarde del día domingo 13 de enero de 1991, Deportes Iquique después de empatar con la Universidad de Chile 1-1, desciende nuevamente a la Segunda División, tras estar 11 temporadas en Primera División.
La temporada 1990, fue totalmente regular en resultados para Iquique y por un solo gol de diferencia con Santiago Wanderers; los dragones celestes descienden otra vez a la Segunda División. El último partido de Wanderers era de visita con Naval, el elenco caturro en todo el campeonato no había ganado en calidad de visitante, pero increíblemente dio la sorpresa en el Estadio El Morro de Talcahuano y con lo justo (4-1), logró permanecer en Primera División. Deportes Iquique, jugaba de visita también, pero con la Universidad de Chile, Las cosas empezaron mal, ya que la Universidad de Chile abrió el marcador, luego Deportes Iquique empató, pero no le alcanzó, un terrible 1-1 fue el marcador final, y con ese resultado, Deportes Iquique después de 11 años, dejaba la Primera División.

### 1993 - Idas y vueltas
Después de conseguir el vicecampeonato en el Campeonato de Segunda División 1992, escoltando a Provincial Osorno y merced a su gran campaña como local en el Estadio Municipal de Cavancha, en 1993 Deportes Iquique, dirigido por Jaime "Pipi" Carreño vuelve a jugar en la Primera División del fútbol chileno, pero no consigue una campaña satisfactoria y solo alcanza a estar solo una temporada (termina en el último puesto de entre 16 equipos) y vuelve a descender a 2.ª división. Como punto positivo de su magra campaña durante esa temporada, se destaca el cambio de localía del club; desde Cavancha al recientemente construido Estadio Tierra de Campeones y el traspaso del delantero Daniel "Chupete" Hormazábal, joven jugador celeste a la Universidad Católica.

### 1994 y 1996 Con Liguilla de Promoción incluida
En el Campeonato de Segunda División 1994, el equipo remeció el mercado de fichajes de ese torneo, al incorporar al mediocampista paraguayo Julio César Franco, que fue seleccionado paraguayo en la Copa América 1989, realizada en Brasil y en las Eliminatorias Sudamericanas para el Mundial de Italia 1990. Pero el fichaje de Franco, no sirvió de nada al equipo iquiqueño, ya que Deportes Iquique terminó ese campeonato en el 8° lugar con 29 puntos, compartiendo esa ubicación con su archirrival Deportes Arica (actual San Marcos de Arica), quedando a 13 puntos del campeón Deportes Concepción y a 10 puntos del subcampeón Huachipato. 
Al año siguiente, en el Campeonato de Segunda División 1995, vivieron una tragedia. El 27 de febrero, el plantel celebrara una victoria ante el clásico rival, Deportes Arica, con un entrenamiento y posterior asado en la playa Cáñamo. Volviendo en un auto, los jugadores Gonzalo Ramos y Axel Varela tuvieron un accidente de tránsito, en el cual Ramos falleció de inmediato, mientras que Varela al día siguiente, en el hospital local producto de las lesiones. En la cancha, los iquiqueños realizaron una mediocre campaña, terminando en el 12° lugar con 28 puntos, compartiendo ese puesto y puntaje con Deportes Puerto Montt (equipo que al año siguiente, logró el ascenso a la Primera División). En el Campeonato de la Primera B de 1996, los iquiqueños terminaron el 4° lugar con 49 puntos, con el cual logró clasificarse, para la Liguilla de Promoción de ese año, donde tuvo que enfrentarse a Palestino, que terminó 13° en el Campeonato de la Primera División de ese mismo año. En la ida, Iquique ganó por 1-0, pero en la revancha en Santiago, los árabes golearon por 5-1 y retuvieron su puesto en la Primera División, obligando a Iquique a esperar un año más, para lograr el sueño de subir a la máxima categoría.

### 1997 - Campeón de Segunda División y regreso a Primera tras 5 años
Deportes Iquique pasaba por uno de sus peores momentos económicos. En julio de 1997 y durante un receso futbolístico, el plantel en masa amenazó con dimitir por el atraso en el pago de los sueldos.
Así, de mala manera, comenzó la historia de un plantel, que meses más tarde saldría campeón del Campeonato de Clausura 1997 de la recientemente formulada Primera B.
Este equipo lo armó el técnico uruguayo Gerardo Pelusso a principios de 1996, pero decidió poner fin anticipado a su contrato a mediados de 1997 tras los problemas económicos, emigrando a O'Higgins. En su reemplazo llegó Manuel Rodríguez Araneda. El 'Guerrillero' era un especialista en ascender clubes a la Serie de Honor del fútbol chileno. Eledier Avendaño era el presidente, pero luego debió dejar la institución ante los problemas personales que lo aquejaban, abriéndole paso a la presidencia del club al Gobernador de la Provincia de Iquique de la época Silvio Zerega.
Deportes Iquique, un cuadro que al principio del torneo llegó a estar entre los últimos puestos tras dos derrotas consecutivas como local, arremetió en el último tercio del torneo y se quedó con el título desplazando al gran favorito de ese año, Everton de Viña del Mar, que debió conformarse con el segundo lugar. Fue el domingo 23 de noviembre, cuando los iquiqueños lograron dar la vuelta olímpica en la Región del Libertador General Bernando O'Higgins después de derrotar por 2-0 a Unión Santa Cruz, equipo que en ese partido se jugaba su permanencia en la Primera B. Con 33 puntos, producto de 10 triunfos, 3 empates y 2 derrotas, los dragones celestes lograron retornar a la serie de honor después de cuatro años de ausencia.
Los anotadores de ese torneo fueron: Con 8 goles Rodrigo Latorre, con 7 Rubén Dundo, 5 Héctor Vega, 4 Miguel Candía, 3 Francisco Cubillos, 2 Juan Ponce de Ferreri y con 1 anotación: Arnoldo Avilés, Juan Luis Cerón, Sebastián Jirón y Mario Araya

### 1998 y 1999 - Solo dos temporadas en Primera
1998 empezó mal para Deportes Iquique, ya que sufrió 5 derrotas consecutivas en el inicio del torneo; los refuerzos no aportaban como se esperaba (vinieron refuerzos como Jacob Barraza, Luis Abarca, Pablo Lenci, Jaime Lopresti, Cristián Romero, César Muena, Mario Vener, Rodrigo Latorre y Leonel Herrera entre otros) y el entrenador Manuel Rodríguez dio un paso al costado, dejando el puesto al experimentado Jorge Garcés. Con el "Peineta", Iquique consigue realizar una gran campaña destacándose sus triunfos por 4-1 ante Universidad de Chile y 1-0 frente a Colo-Colo, ambos en calidad de local y un 2-0 ante Universidad Católica, también en condición de local. A pesar de intentar llegar a la Liguilla de Copa Libertadores, los celestes solo remataron en el octavo lugar del torneo.
Pero su campaña fue bien destacada por la hinchada, además de los refuerzos que Garcés trajo para el segundo semestre, entre ellos se cuenta al argentino Cristián Centeno, y los chilenos Elias Escalona, Sergio Malbrán y el "Mataor" José Luis Sánchez. En 1999 cumple una campaña mediocre en la fase regular del campeonato, rematando en el décimo puesto, por lo que debe luchar por no descender. A ello se sumó la sorpresiva partida de Jorge Garcés a Santiago Wanderers, incluso llevándose al goleador de ese entonces del cuadro celeste Héctor "Caldillo" Vega. A raíz de esta situación, asumió el timón celeste el técnico nacional Miguel Ángel Arrué, sin embargo se sumó la renuncia al plantel de todos los jugadores profesionales del equipo debido a problemas de sueldo, que provocó que Iquique se presentara a los últimos dos partidos que le quedaban por disputar con jugadores 100% nacidos en la ciudad, entre ellos se destaca el defensa Alberto Verdejo, quien sería después de ese campeonato es vendido a Everton de Viña del Mar. Después de terminar en el 6º puesto del octogonal de descenso, Iquique debe jugar la permanencia en Primera División en la Liguilla de Promoción con el cuadro de Everton de Viña del Mar, a partidos de ida y vuelta. En ambos compromisos (disputados en el Estadio Sausalito y en el Estadio Tierra de Campeones) fueron triunfos por 1-0 para Everton, lo cual provocó la caída del equipo celeste a la Primera B.

### 2000 al 2002 - Nuevamente a Segunda y el adiós al profesionalismo
En el año 2000 Deportes Iquique vuelve a la Segunda División, pero campañas irregulares así como el mal manejo de los dirigentes hizo que el club dos años después, en 2002, pierda la categoría y descienda a la Tercera División, donde se pensaba sería la desaparición del club por las millonarias deudas que este tenía con la ANFP.
El descenso oficial de los "dragones celestes" fue en el mes de noviembre de 2002. Deportes Iquique jugaba en el Parque Schott (hoy Estadio Municipal Rubén Marcos Peralta) con Provincial Osorno, cayendo por un 3-1, con goles de los locales para Jaime Barrientos, en dos ocasiones, y Alejandro Figueroa; el descuento para Deportes Iquique fue de Percy Araya.
Descendido a Tercera División Deportes Iquique; el otro colista fue Deportes Arica, pero venció por 1-0 a Lota Schwager y se salvó del descenso. Deportes La Serena, que a pesar de caer por 3-0 con Magallanes, se mantuvo en Primera B gracias a la derrota de Deportes Iquique.

### 2003 - Nace Municipal Iquique
El 21 de marzo de 2003, la dirigencia de club inscribe un nuevo nombre en el lugar de Deportes Iquique; Municipal Iquique, para poder participar en el Campeonato de Tercera División haciéndose Sociedad Anónima (este es el punto donde fuentes señalan que el club oficialmente fue declarado extinto y nació otro heredando sus colores e hinchada), aunque manejada dirigencialmente por el municipio de Iquique, aunque algunas fuentes periodísticas destacan que el club quedó extinto y que Municipal Iquique es solo el sucesor Después de tres años en el fútbol amateur, el 7 de enero de 2007 Municipal Iquique se consagra campeón del torneo de la Tercera División de Chile 2006, al golear en el último partido de la Liguilla Final al Club Hossana de Santiago por 5 a 0. De esta manera, así como también haber superado en el cuadrangular final a los clubes de C.D.S.C. Iberia e Instituto Nacional, la ciudad volvió al fútbol profesional después de cuatro años, por primera vez bajo el alero de Municipal Iquique, ya que en las anteriores ocasiones lo hizo con Club de Deportes Iquique.

### 2006-2007 - Iquique vuelve al profesionalismo y nace Tierra de Campeones S.A.
Tras reunirse con el gerente general de la ANFP, Gustavo Camelio, y el secretario general de la corporación, Carlos Morales, el presidente del Sindicato de Futbolistas Profesionales (SIFUP), Carlos Soto, anunció un acuerdo por la deuda del extinto Deportes Iquique, que ahora asumirá Municipal Iquique, entidad que debuta en Primera B. "Son $44 millones y la ANFP será garante del acuerdo", aseguró el regente gremial. Esto hizo que el extinto club volviese a funcionar con otro rut pero haciéndose cargo de la deuda.entonces Municipal Iquique los años que estuvo en Tercera División fue otro club.
La temporada 2007 no fue muy provechosa para Municipal Iquique, ya que finaliza en el séptimo lugar del campeonato de Primera B, muy lejos de quienes ascendieron Rangers, Provincial Osorno y Santiago Morning.
Ese mismo año finalmente queda establecida la nueva denominación del club según los estatutos de la ANFP: MUNICIPAL IQUIQUE S.A.D.P. (Sociedad Anónima Deportiva Profesional). A ello se suma que la institución pasa a ser manejada por una concesionaria llamada "Tierra de Campeones S.A.", la cual obtiene la administración del equipo por los próximos 35 años.
Aunque el club era presidido por el dirigente Raúl Russo, la concesionaria toma desde un principio el control administrativo de la institución, siendo ésta presidida por el presidente del directorio, Aníbal Irarrázabal Riesco. Entre las primeras decisiones tomadas se destaca el hecho de equipar al club dentro del mediano a largo plazo con infraestructura de calidad, como canchas de pasto sintético en Complejo Deportivo Parque Comunal. También el reacondicionamiento de la tribuna marquesina del Estadio Tierra de Campeones con 700 butacas individuales traídas desde España, así como la cooperación mutua de la dirigencia con la Ilustre Municipalidad de Iquique para el hermoseamiento tanto interior como exterior del recinto de cara a los Juegos Iberoamericanos de Atletismo desarrollados en el recinto durante el 2008; prueba de ello fue la pista sintética de atletismo construida para la ocasión, de color celeste y marcas blancas, en alusión al color de la vestidura del club.

### 2008, el regreso a Primera División
En el 2008 se destaca la llegada a la banca de Municipal Iquique de José Sulantay, entrenador que llevó a la selección chilena Sub-20 al tercer lugar en el Campeonato Mundial Sub-20 de la FIFA Canadá 2007, así como de 10 refuerzos de primer nivel futbolístico, entre los cuales se destacaron Marcelo Corrales, Rodrigo Naranjo, Fernando Fica, Marcelo Muñoz, Germán Navea, Miguel Ayala y Carlos Rivas. Más tarde se sumarían Yerko Darlic y Hernán Patricio Maldonado. Para el Clausura 2008 reforzaron el plantel Lucas Palma, Cristian Sepulveda, el paraguayo Pedro Velásquez, los brasileños Joel Do Nascimiento y Jonathan Méndez, además del regreso del mediocampista iquiqueño Roberto Niño después de su paso por Unión Española y el arquero Miguel Jiménez.
Después de la derrota sufrida ante Santiago Wanderers el 13 de septiembre por 2 a 1 en el Estadio Regional Chiledeportes de Valparaíso, Sulantay anunció su dimisión como entrenador del primer equipo. Después de conversaciones con varios entrenadores, entre ellos el polémico Eduardo Bonvallet, finalmente asume la dirección técnica el exzaguero de Universidad de Chile, Horacio Rivas.
En el Torneo Apertura 2008, Iquique fue segundo tras Curicó Unido, pero ya que este último salió campeón en la tabla acumulativa, los celestes se ganaron el derecho de jugar la final por el ascenso con el campeón del Torneo Clausura, Coquimbo Unido. Después de ganar en el Tierra de Campeones por 2 a 1, con anotaciones de Edson Puch en ambas ocasiones y después de perder por idéntico marcador en el Estadio La Pampilla, fueron a una tanda de penales, la cual ganó Iquique por 5 a 4, sellando su ascenso a Primera División. Rubén Taucare, defensa y capitán de los Dragones, fue el encargado de lanzar el penal que mando a Iquique a la División de Honor después de 10 años.

### 2009, otra vez en Primera; De dulce y agraz
Tras conseguir el ascenso a la primera división, Municipal Iquique comenzó de inmediato la búsqueda de refuerzos para la temporada 2009 así como renovó contrato con gran parte del plantel que consiguió el objetivo de llegar a la serie de honor del fútbol chileno. Los refuerzos para la temporada 2009 fueron: el volante Leonardo Mas, el mediocampista Rafael Celedón, los defensores César Talma y Arturo Villasanti, el volante paraguayo Marcelo Rolón, el delantero argentino Cristián Campozano, el arquero Rainer Wirth, el exseleccionado chileno Fernando Martel y el delantero paraguayo Cristián Bogado.
Su re-debut en la serie de honor fue más que satisfactorio, después de un inicio irregular (con Horacio Rivas como técnico) y tras cuatro triunfos consecutivos en las cuatro últimas fechas (con Erick Guerrero como técnico), logró clasificar a los playoffs del Torneo Apertura 2009 al terminar en la 6° posición de la fase regular. En playoffs llega a los cuartos de final, donde quedaron eliminados ante Everton de Viña del Mar después de empatar como local 2-2 y perder en Viña del Mar por 2-1. Sus números en el torneo de apertura del 2009 fueron los siguientes: 19PJ, 7PG, 6PE, 6PP, 30GF y 27GC (incluidos partidos playoffs).
Las máximas figuras de este plantel fueron Cristián Bogado con 8 goles, Fernando Martel con 8 goles, Edson Puch con 6 goles y en defensa su capitán Rubén Taucare.
Después del Torneo de Apertura, fueron transferidos Cristián Bogado a Colo-Colo y Edson Puch a Universidad de Chile, despontenciando al plantel en forma considerable, trayendo como consecuencia que de los 17 partidos jugados en el Torneo Clausura, solo se ganó 1 encuentro, a Cobreloa en la penúltima fecha.
Como consecuencia de esta irregular campaña, el equipo en la tabla por el descenso (tabla acumulada del año) solo obtuvo 35 puntos, dejando al equipo en la última posición (18º) y trayendo como consecuencia el descenso inmediato al torneo de la Primera B, el que se consumó tras caer por 2-1 ante Deportes La Serena en el Estadio La Portada.
En paralelo, Municipal Iquique llegó a la final de la Copa Chile, después de vencer en dieciseisavos de final a San Marcos de Arica por 6-5 en penales (tras empatar 2-2), en octavos de final a Deportes Antofagasta por 1-0, en cuartos de final a Coquimbo Unido por 1-0, en semifinales a Santiago Morning en penales (1-1 terminó el encuentro) y en la final le tocó medirse con Unión San Felipe (campeón de la Primera B); En esta final fue goleado por 3-0 en el Estadio Regional Chiledeportes de Valparaíso.
Las máximas figuras de este plantel fueron Fernando Martel y Rodrigo Pérez.

### 2010, nuevamente a Primera B y con su antiguo nombre

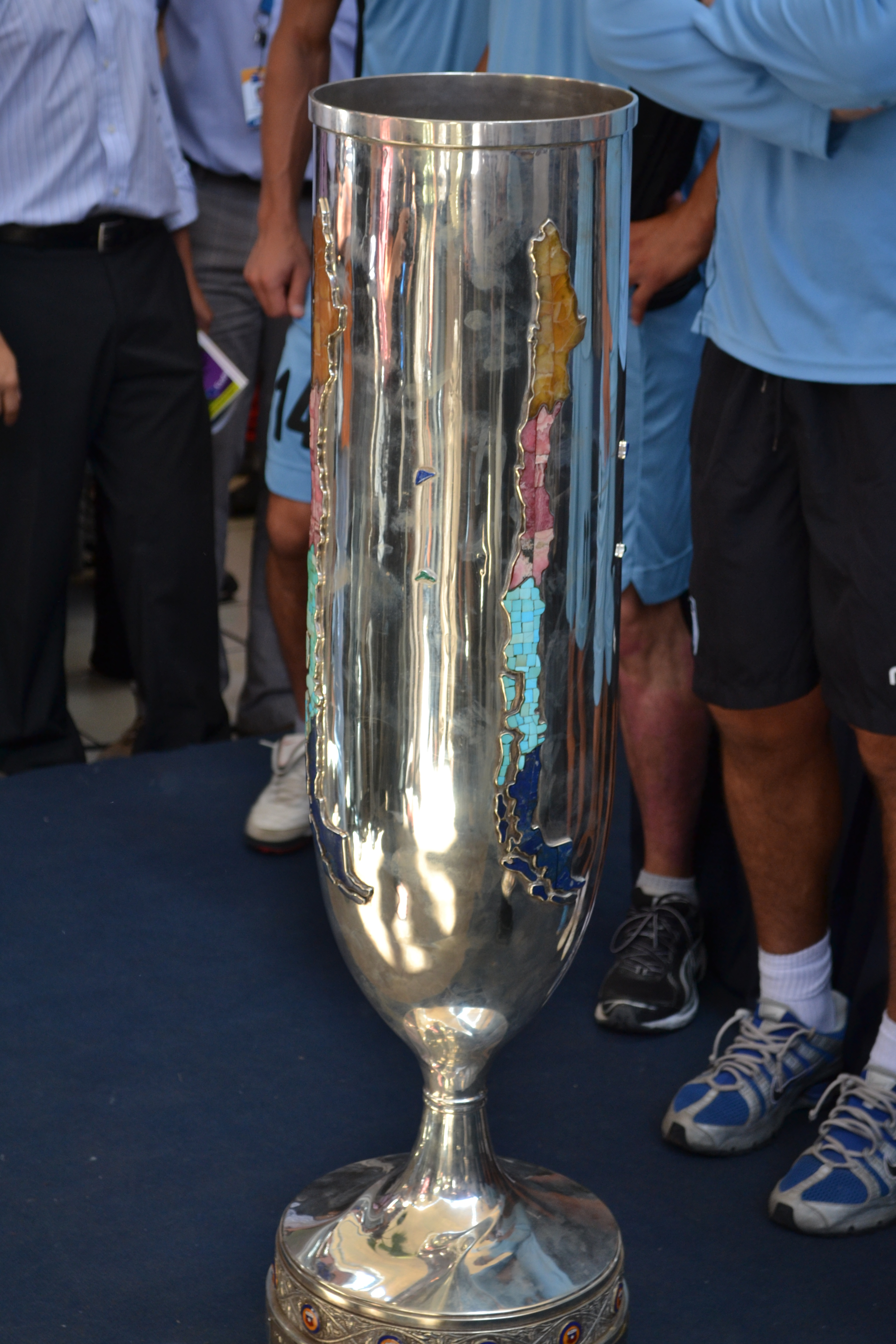
Copa Chile 2010.

Municipal Iquique por derecho propio clasificó a un partido definitorio para acceder a la Copa Sudamericana 2010, por ser el subcampeón de la Copa Chile 2009. Dicho partido, en un principio iba a ser disputado con el vicecampeón del Torneo Apertura 2010, pero debido a la catástrofe que afectó a Chile el 27 de febrero, dicho torneo de Apertura fue modificado definitivamente en un solo torneo que concluyó a fin de año, por lo siguiente se determinó que Municipal Iquique debía jugar con el segundo mejor puntaje de la Primera A, tras las 17 fechas iniciales, en partidos de ida y vuelta, siendo el primero en el estadio Estadio Tierra de Campeones.
En el partido de ida, jugado en el estadio Tierra de Campeones, Iquique cae por 2 a 0 ante Universidad de Chile. Posteriormente en el partido de vuelta, jugado en Coquimbo, el resultado fue menos auspicioso, siendo goleados por 4 a 1 (global 1-6 en contra), perdiendo así la posibilidad de clasificar como Chile 3 para la Copa Sudamericana 2010. El autor del gol iquiqueño fue Néstor Contreras.
En el Campeonato de Primera B, los "Dragones Celestes" participaron en la Zona Norte, donde tuvieron una participación más que regular terminando en el 3° lugar de la tabla de posiciones con 34 puntos, lo que le otorgó la clasificación a la fase final con un punto de bonificación.
Ya en la liguilla final, el equipo debuta con una goleada por 4-1 de local frente a Unión Temuco- pero luego sufre un traspié ante Puerto Montt de visita por 2-1. A pesar del marcador adverso, el plantel siguió con su racha ganadora. El buen nivel de juego que exhibía el equipo y sumado a los triunfos que lograba hacía ilusionar a la hinchada con la posibilidad del tan ansiado retorno a Primera.
El 21 de noviembre, Iquique enfrentó a Curicó Unido en el "Tierra de Campeones" ante más de 10.000 espectadores que querían ser testigos de la hazaña del plantel celeste. El marcador solo se rompió a los 62' con un gol de Álvaro Ramos, haciendo que la fanaticada estallara en un grito de gol. A esas alturas, Iquique ya se veía en Primera, pero faltaba la confirmación del triunfo y este llegaría en el minuto 84 mediante anotación de Néstor Contreras, poniendo el 2-0 definitivo. De esta manera, Iquique logró el retorno a la primera división del 2011 y además se coronó campeón de la Primera B a falta de dos fechas para el término de la liguilla final.
El 7 de diciembre, el Consejo de Presidentes de la ANFP en forma unánime, resolvió aprobar el cambio de nombre del equipo, por lo que vuelve a llamarse Club de Deportes Iquique, nombre con el cual la institución celeste nació en 1978 y con el cual la hinchada siente mayor identificación. El 8 de diciembre, los Dragones Celestes lograron el título de la Copa Chile Bicentenario al imponerse en la tanda de penales por 4-3 frente a Deportes Concepción en el Estadio Bicentenario Francisco Sánchez Rumoroso luego de empatar 1-1 en el tiempo reglamentario. Con este resultado consiguieron por segunda vez en su historia este título, tal como lo hizo en 1980 y de paso sacaron pasajes para la Copa Bridgestone Sudamericana 2011, la cual fue su primera participación en un torneo internacional.

### 2011: De vuelta a primera y al borde de Playoffs

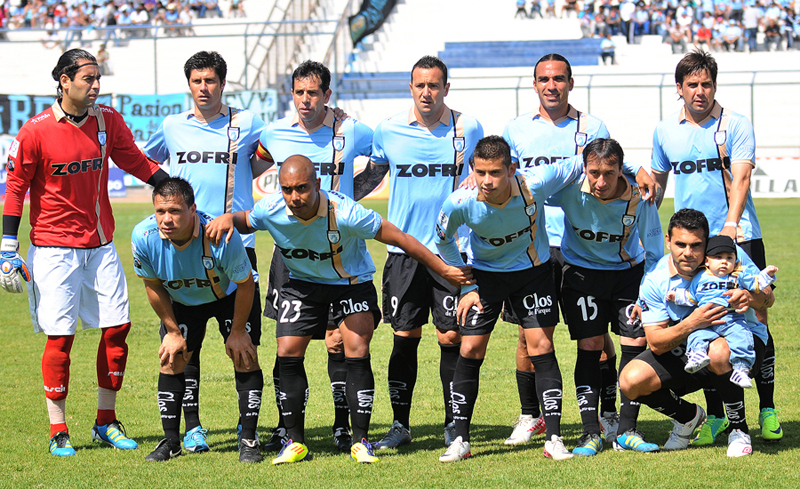
Plantel principal de Deportes Iquique en 2011.

Una sola temporada se quedó en la serie B el cuadro celeste antes de regresar a la División de Honor chilena y ya tenía grandes expectativas de una buena temporada.
De la mano de José Cantillana los dragones lograron un bicampeonato (copa Chile y Segunda división) y una participación internacional, lo que hacia aún más grande la expectativa iquiqueña de entrar a los Playoffs 2011.
Cantillana había reforzado al cuadro celeste con el paraguayo Cristian Bogado y los argentinos Rubén Darío Gigena y Lucas Ojeda en la delantera; en la defensa el ex Universidad de Chile  y exeperimentado Juan González  además del argentino Marcos Barrera y el ex Santiago Morning Michael Ríos y en el mediocampo llegaron 3 refuerzos: Mauricio Donoso y 2 con una abrupta salida de Colo-Colo, Arturo Sanhueza y Rodrigo Meléndez.
Pasaban las fechas y los "dragones" no daban los resultados que se esperaban, iban colistas y con solo 2 puntos. La hinchada de Iquique no estaba conforme con los resultados ya que en la cuarta y quinta fecha cayeron por 3-1 frente a Santiago Morning y Universidad de Concepción, este último marcando la salida de Cantillana en la banca celeste. La directiva de inmediato contrató a Víctor Hugo Sarabia por solo una fecha. Sarabia debutó con triunfo ante Ñublense por 2-1 con impecable actuación nortina. Se contrató a Jorge Pellicer para asumir el resto del campeonato.
El trabajo que realizaba Pellicer en cada fecha fue tremendo, sacó a Iquique del último puesto de la tabla al lugar 12º. Su trabajo más notable, fue ganar 3 partidos seguidos: 2-0 ante Audax Italiano, 1-0 ante O`Higgins y 1-0 a Unión La Calera. Luego 2 empates 1 a 1 frente a Colo-Colo y Cobresal, este último dejándolos fuera de los Playoffs.

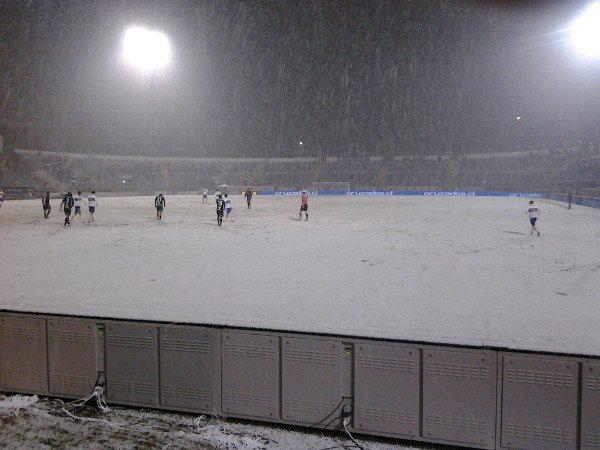
Partido bajo la nieve en Santiago.

El 30 de julio disputó el primer partido bajo la nieve en la Historia del Fútbol Chileno, en Santiago de Chile contra la Universidad Católica, el cual perdió por 4-1.
El 12 de agosto tras perder 2-1 con Unión San Felipe en Quillota, renunció a la banca Jorge Pellicer, debido a los malos resultados: 3 derrotas en línea por el torneo de Clausura y además se suma una derrota con San Marcos de Arica en un partido amistoso.
Luego de la renuncia de Jorge Pellicer en agosto de 2011, asume la banca como Director Técnico Fernando Vergara, llegando con su cuerpo técnico: Ayudante; Hernán Madrid y Preparador Físico; Cristóbal Rivas.
El debut de Vergara en la banca celeste fue increíble, venció en condición de local a Santiago Morning por un merecido 4-2. Luego Vergara tuvo un ritmo algo más equilibrado que en el inicio del certamen, logró llegar al 7º lugar en la fecha 8 y la 10. Luego de eso Iquique no logró mantener un buen rendimiento y regularidad, que se agravaron con la mala estadística de ser la defensa más goleada del torneo con 41 goles en contra. Pero logró rematar en el 11º lugar del torneo de Clausura y en el puesto 11º de la tabla general.
El goleador de Iquique en el torneo fue Cristian Bogado con 8 tantos.

### Apertura y clausura 2012: Campañas históricas
Luego de un irregular año 2011, Deportes Iquique cerró las 3 primeras fechas del Apertura 2012 con empates consecutivos: 0-0 con Colo Colo, 1-1 con Deportes Antofagasta y 1-1 con Universidad de Chile, en un partido suspendido por incidentes. Extendería su invicto con victorias frente a Rangers y Huachipato por 2-0 y 1-0 respectivamente. Se perdería el invicto en la fecha 6 cayendo por 2-1 ante Audax Italiano, pero se revindicaría goleando por un contundente 4-0 en calidad de visita a Cobresal en la altura de El Salvador.
La fase regular la logró finalizar de manera invicta como visitante, igualando con esta campaña su mejor temporada histórica: la de 1988 donde terminó tercero en la tabla de posiciones. Iquique fue el equipo que menos perdió en el torneo, con solo dos derrotas.
En play-offs tuvo que enfrentarse a Colo Colo. El partido de ida, jugado en el Estadio Monumental, el resultado fue de empate a 3 goles. A Iquique le bastaba un empate en el partido de vuelta para clasificar. Sin embargo, el partido terminó con victoria para los albos por 1-2, concluyendo así la campaña de los Dragones en el campeonato.
Además en esta campaña se consagraron como tercer y quinto goleador histórico Álvaro Ramos y Cristian Bogado respectivamente.
En la campaña del Torneo Clausura 2012 no varió mucho la forma de jugar, la forma de afrontar los partidos y los resultados. Los refuerzos para este torneo fueron Leonardo Monje, Leandro Coronel, Sebastián Ereros y Federico León.
En la primera fecha enfrentó a Colo-Colo de local en el Tierra de Campeones, jugando un excelente partido en todas las zonas, menos en el marcador cayendo por 1-0 con gol de Carlos Muñoz en el minuto 90'. A la siguiente fecha enfrentó a Deportes Antofagasta ganando por 2-1 y luego empató con la poderosa Universidad de Chile con el marcador en blanco. Luego se llevó 2 derrotas por goleadas de 5-0 y 4-1 con Rangers y Huachipato respectivamente. Pero luego de esas goleadas sumó 6 victorias consecutivas ante Audax Italiano, Cobresal, O'Higgins, la destacada victoria ante Universidad Católica por 3-2, Universidad de Concepción y Deportes La Serena. Mantuvo su largo invicto empatando con Cobreloa y Unión La Calera por 1-1 ambos partidos. Pero luego de estos conseguiría un logro único para el club: Tras vencer a Palestino por 2-1 clasifica a la Copa Libertadores 2013, máximo logro para el club hasta la fecha. Deportes Iquique clasificó a los play off en el cuarto lugar de la tabla de posiciones y su rival fue Rangers de Talca, quien finalizó en el quinto lugar. El partido de ida se disputó en Talca, con triunfo para el cuadro local por 1 a 0. La revancha se jugó en el Tierra de Campeones, y aunque Iquique buscó el gol que le diera la clasificación a semifinales, no pudo concretar y finalmente en los descuentos, los visitantes marcan el gol que significó la derrota para los celestes nuevamente 1 a 0, con lo cual queda eliminado del torneo de clausura del 2012, cerrando su participación de todo el año.

### 2013: Copa Libertadores y buen cierre de año
Tras la exitosa campaña del 2012, Deportes Iquique jugó por primera vez la Copa Libertadores de América versión 2013,
ya que clasificó como Chile "3", y así disputó una fase previa, es decir una eliminación directa contra el equipo que ocupó el lugar México 3, Club León, producto del sorteo realizado el 21 de diciembre del 2012. El primer partido tenía fecha en la ciudad de León el día 22 de enero y la revancha fue el día 29 del mismo mes en Iquique, en donde se cerró la serie.
El partido inaugural de la llave fue con un empate entre chilenos y mexicanos, de 1-1. Esto dejó a los Dragones celestes con una leve ventaja para el partido de vuelta. El gol de los iquiqueños lo marcó históricamente Rodrigo Díaz a los 3' minutos de juego. El empate llegaría por cuenta de Nelson Sebastián Maz a los 87 minutos de juego.
El encuentro de vuelta se jugó el 29 de enero, en el estadio Tierra de Campeones. Todos los goles llegarían en el segundo tiempo, ya que el cuadro mexicano se puso en ventaja por cuenta de Yovanny Arrechea  en el primer minuto del segundo tiempo. El empate del cuadro celeste llegó a los 57' minutos, por cuenta de Rodrigo Díaz desde el punto penal, quien además se convirtió en el histórico goleador en Copa Libertadores para Deportes Iquique, con 2 anotaciones en la misma cantidad de encuentros. Luego de un 2-2 en el marcador global había que definir desde los penales. El portero iquiqueño Rodrigo Naranjo contuvo 2 anotaciones de León, y Rodrigo Diáz puso el último tiro penal para clasificar a Deportes Iquique a la fase de grupos de la Copa Libertadores. Deportes Iquique integró el grupo 4 de la Copa Libertadores de América, teniendo como rivales a Peñarol de Uruguay, Vélez Sarfield de Argentina y Emelec de Ecuador. En su debut como local cayó 1-2 ante Peñarol, luego perdió ambos partidos ante el Vélez, en Argentina 0-3 y en Iquique 1-3. Contra Emelec, el cuadro iquiqueño logró un triunfo histórico por 2-0 en el estadio Tierra de Campeones, pero perdió contra este mismo rival 2-1 en Ecuador. Finalmente Iquique terminó su participación con una derrota en el estadio Centenario, 3-0 contra Peñarol.
En el torneo de transición 2013 de Chile, Deportes Iquique debutó contra Palestino en Iquique, con un 0-0 de marcador final. En la segunda fecha se llevó una goleada ante Cobreloa por 4-1, donde volvería a anotar Manuel Villalobos, después de una larga trayectoria en clubes nacionales. Al siguiente partido el equipo mostraría un excelente rendimiento, al derrotar a Colo-Colo por 2-1, con goles de Rodrigo Díaz (quien llegó a 18 tantos con el club) y Manuel Villalobos. Luego sumó la negativa racha de 10 partidos sin ganar, con 6 derrotas seguidas (con Unión La Calera, Huachipato, Santiago Wanderers, Universidad de Chile, Rangers y Unión Española), un empate y 3 derrotas nuevamente. Pondría fin a esa racha con una goleada por 3-0 con el colista Cobresal,  y sumó 3 fechas sin derrotas con un empate 1-1 en el Clásico del norte con San Marcos de Arica y un triunfo con O'Higgins. Finalizó el torneo con una derrota 2-1 con Everton.
El Torneo Apertura 2013 comenzó con una derrota contra el que sería el campeón de torneo, O'Higgins. Luego siguió un empate en blanco con Cobresal, un triunfo 2-1 sobre Unión Española y una estrepitosa derrota por 4-1 ante Colo-Colo. De ahí en más Iquique consiguió un invicto de 6 partidos sin derrotas (contra Unión La Calera, Huachipato, Santiago Wanderers, Deportes Antofagasta, Universidad Católica y Cobreloa) y la clasificación a los cuartos de final de la Copa Chile 2013-14, pero perdería el invicto al caer por 3-0 con la Universidad de Chile. Luego de fechas irregulares logró finalizar en la 6° posición del torneo y clasificarse a la postemporada, para jugar la Liguilla Pre-Libertadores 2013, y las semifinales de la Copa Chile.
Ya en la liguilla jugó en las semis con Universidad Católica, empatando ambos partidos (2-2 en Iquique y 1-1 en San Carlos de Apoquindo) y eliminando al cuadro universitario mediante lanzamientos penales, en los cuales venció por 3-2 y clasificó a la final. En esta cayó por un marcador global de 5-0 a manos de Universidad de Chile, pero sacó pasajes para la Copa Sudamericana 2014 y completó 4 años consecutivos en torneos internacionales.
El año 2014 comenzó con un irregular Torneo Clausura 2014 y las semifinales de la Copa Chile 2013-14. En éstas enfrentó a Unión San Felipe, venciendo en ambos partidos por marcadores de 2-0 y 1-0 respectivamente. En la final se mediría con Huachipato, que venía de eliminar a la Universidad Católica, para definir al campeón. El club ganaría la final por un marcador de 3-1, con anotaciones de Manuel Villalobos, Cesar Pinares y autogol de Nicolas Crovetto, alzando así su tercer título de Copa Chile.

### 2025: Cambio en el Club
En Deportes Iquique, los dirigentes decidieron vender el club, después de los incidentes con la barra y por perder en la Copa Libertadores contra el peor equipo de la historia de la Copa Libertadores como lo es Alianza Lima según las estadísticas Conmebol.